# Utetheisa dorsifumata
Utetheisa dorsifumata är en fjärilsart som beskrevs av Louis Beethoven Prout 1919. Utetheisa dorsifumata ingår i släktet Utetheisa och familjen björnspinnare. Inga underarter finns listade i Catalogue of Life.